# Bakushū
Early Summer (麦秋, Bakushū) és una pel·lícula 1951 de Yasujirō Ozu. Igual que la majoria de les pel·lícules de postguerra d'Ozu, la pel·lícula Early Summer aborda molts temes, des de problemes de comunicació entre generacions fins al creixent paper de les dones al Japó de postguerra. La protagonista principal, Noriko, viu contenta en una família extensa que inclou als seus pares i la família del seu germà, però la visita d'un oncle incita a la família a trobar-li un marit.

## Argument
Noriko (Setsuko Hara), una secretària a Tòquio, viu en la família Mamiya assentada en Kamakura, Kanagawa, que inclou als seus pares Shūkichi i Shige (Ichirō Sugai i Chieko Higashiyama), el seu germà gran Kōichi (Chishū Ryū), un metge, la seva esposa Fumiko (Kuniko Miyake), i els seus dos fills menors Minoru (Zen Murase) i Isamu (Isao Shirosawa).
Un ancià oncle (Kokuten Kōdō) arriba de les províncies per visitar Tòquio, i recorda a tots que Noriko, que té 28 anys, està en una edat a la qual hauria de casar-se. A la feina, el cap de Noriko, Satake (Shūji Sa), recomana un partit per a ella amb un amic de quaranta anys, el Sr. Manabe, que és un home de negocis i un àvid golfista. Els seus altres amics es divideixen en dos grups -els casats i els solters- que es burlen mútuament sense fi, amb Aya Tamura (Chikage Awashima), el seu aliat proper en el grup de solters.
La família Mamiya s'aplica suaument pressió sobre Noriko per acceptar el partit proposat per Satake, principalment a través de la seva acceptació de la suposició cultural que és hora que ella es casi, i que el partit proposat és bo per a una dona de la seva edat.
L'amic d'infantesa Kenkichi Yabe (Hiroshi Nihonyanagi), un metge i vidu, és pare d'una filla jove. Yabe se les arregla per prendre te i pastissos amb Noriko i li dona una garba de blat. La garba és un regal d'un germà que va morir durant la Segona Guerra Mundial i li va demanar a Yabe que el lliurés a Noriko en cas que no tornés. Més tard, Yabe és enviat a Akita, al nord d'Honshu. Akita és considerada tan rural que Noriko i Aya es burlen de l'accent de la zona. Però quan la mare de Yabe, Tami (Haruko Sugimura) impulsivament li demana a Noriko que es casi amb Kenkichi i els segueixi en el seu reinstal·lació cap al nord, Noriko està d'acord. Quan Noriko revela la seva decisió a la seva família, els Mamiyas són silenciosament devastats. Li suggereixen que el partit és pobre. Quan Noriko persisteix, la família es veu obligada a viure amb la seva decepció.
La família gradualment accepta l'elecció de Noriko amb resignació tranquil·la i abans que Noriko es mudi, la família pren una fotografia junts. Els pares de Noriko consolen que Noriko i Kenkichi tornaran a Tòquio d'aquí a uns anys, i la família es reunirà. Mentrestant, els pares es traslladaran a una regió rural per quedar-se amb l'ancià oncle de Noriko. En l'escena final de la pel·lícula una núvia passa pel camí del país en el seu vestit tradicional i els pares de Noriko reflexionen sobre la naturalesa impermanent de la vida. El metratge final és d'una maduració del camp de l'ordi, que es refereix al títol de la pel·lícula, "Principis d'estiu". El nom japonès de la pel·lícula significa de fet, "El temps de collita d'ordi".

## Repartiment
- Setsuko Hara com Noriko
- Chishū Ryū com Kōichi
- Chikage Awashima com Aya Tamura
- Kuniko Miyake com Fumiko
- Ichirō Sugai com Shūkichi
- Chieko Higashiyama com Shige Mamiya
- Haruko Sugimura com Tami Yabe
- Seiji Miyaguchi com Nishiwaki